# HD 170069
HD 170069，又名CD-4712319，SAO 229064、HR 6922，是一颗恒星，视星等为5.7，位于銀經347.68，銀緯-16.14，其B1900.0坐标为赤經18h 22m 24.6s，赤緯-47° -16.14′ 1″。